# Kerner (odrůda révy vinné)

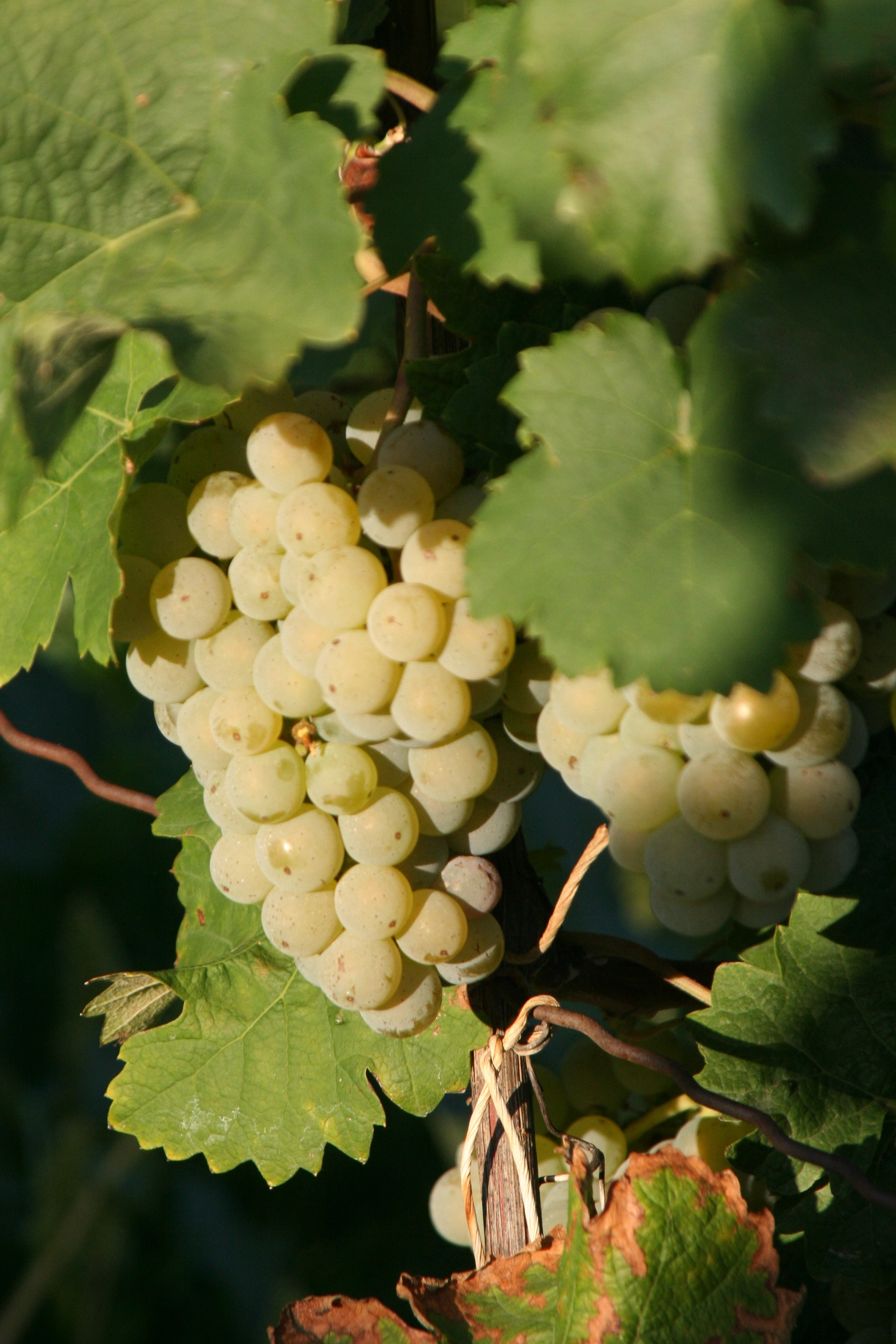
Hrozen odrůdy Kerner, Weinsberg, Německo

Kerner (zkratka Ke) je středně pozdní až pozdní moštová odrůda révy vinné (Vitis vinifera), určená k výrobě bílých vín. Byla vyšlechtěna v Německu křížením odrůd Trolínské (Schiava grossa) a Ryzlink rýnský.
Trolínské (Schiava grossa, Trollinger, Black Hamburg) je odrůda z rodiny odrůd Schiava, pěstovaná jako moštová odrůda na severu Itálie a na malých plochách v Německu. Po celém světě je nicméně rozšířena jako stolní odrůda pod názvem Black Hamburg či Frankenthal. Název Trollinger je patrně odvozen z „Tirolinger“, protože právě z jižních Tyrol pochází, přičemž v italské části se pěstuje též pod názvem Großvernatsch. Odrůda byla partnerem při šlechtění odrůd Muscat de Hambourg, Madeleine Royale, Helfensteiner, Rotberger, Witberger, Palas či Happenbach.

## Popis
Réva vinná (Vitis vinifera) odrůdy Kerner je jednodomá dřevitá pnoucí liána, dorůstající v kultuře až několika metrů. Kmen tloušťky až několik centimetrů je pokryt světlou borkou, která se loupe v pruzích. Úponky umožňují této rostlině pnout se po pevných předmětech. Růst je středně bujný až bujný s polovzpřímenými až vodorovnými letorosty. Vrcholky letorostů jsou otevřené, středně silně až silně bíle vlnatě ochmýřené, slabě až středně silně pigmentované antokyaniny, mladé apikální lístky jsou zelené s bronzovými skvrnami. Jednoleté réví je světle hnědé až žlutavě hnědé.
List je malý až středně velký, tvar čepele je pětiúhelníkový nebo okrouhlý, tří- až pětilaločnatý se středně hlubokými, většinou otevřenými horními bočními výkroji s oblým dnem. Vrchní strana čepele listu je mírně zvlněná, vrásčitá, tmavozelená, silně puchýřnatá, s výraznou žilnatinou. Řapíkový výkroj lyrovitý s ostrým dnem, vzácněji úzce otevřený, většinou široce překrytý s průsvitem, řapík je kratší, narůžovělý, žilnatina listu je slabě pigmentovaná antokyaniny. Listy zůstávají na podzim dlouho zelené.
Oboupohlavní pětičetné květy v hroznovitých květenstvích jsou žlutozelené, samosprašné. Plodem je středně velká (15 mm), kulatá bobule se silnou slupkou žlutozelené barvy, se šťavnatou, rozplývavou dužinou sladké, příjemné, odrůdové chuti. Hrozen je malý až středně velký (90–150 g), kónický s křidélky, středně hustý, s krátkou stopkou.

## Původ a rozšíření
Kerner je středně pozdní moštová odrůda révy vinné (Vitis vinifera), která byla vyšlechtěna v roce 1929 v Německu, ve Státním výzkumném ústavu ve Weinsbergu, ve Württembersku. Šlechtitelem byl August Herold, který zkřížil odrůdy Trolínské (Schiava grossa) a Ryzlink rýnský. Od roku 1969 je odrůda právně chráněna a je ji povoleno pěstovat ve všech německých vinařských oblastech.
Roku 1974 byla v Německu nalezena mutace odrůdy, ze které byla po dalším selektování vyšlechtěna odrůda s názvem Kernling.
V Německu je Kerner čtvrtou nejpěstovanější odrůdou, roku 2007 byla vysazena na 3.848 ha (Falc 1.164 ha, Franken 241 ha, Mosel 399 ha, Württemberg 364 ha, Nahe 202 ha), registrován je zde též tetraploidní klon odrůdy, zapsaný samostatně v katalogu VIVC. Na malých plochách ji najdeme též v italském regionu Südtirol-Alto Adige (Eisacktal – Valle Isarco), ve Švýcarsku (roku 2007 na 18,5 ha) a v Jihoafrické republice.
Ve Státní odrůdové knize České republiky je odrůda Kerner zapsána od roku 2001. Roku 2010 byla pěstována na 31 hektarech, malé plochy vinic jsou v Dubňanech, Moravské Nové Vsi a v Mikulově, roku 2007 tvořila odrůda 0,14 % plochy vinic Česku, průměrné stáří vinic bylo roku 2010 asi 11 let. Udržovateli odrůdy v Česku jsou Ampelos-Šlechtitelská stanice vinařská Znojmo, Mikrosvín Mikulov, Národní centrum zemědělského a potravinářského výzkumu a jeho VSV Karlštejn. Odrůda je vhodná k pěstování ve všech podoblastech obou vinařských oblastí Česka.

## Název

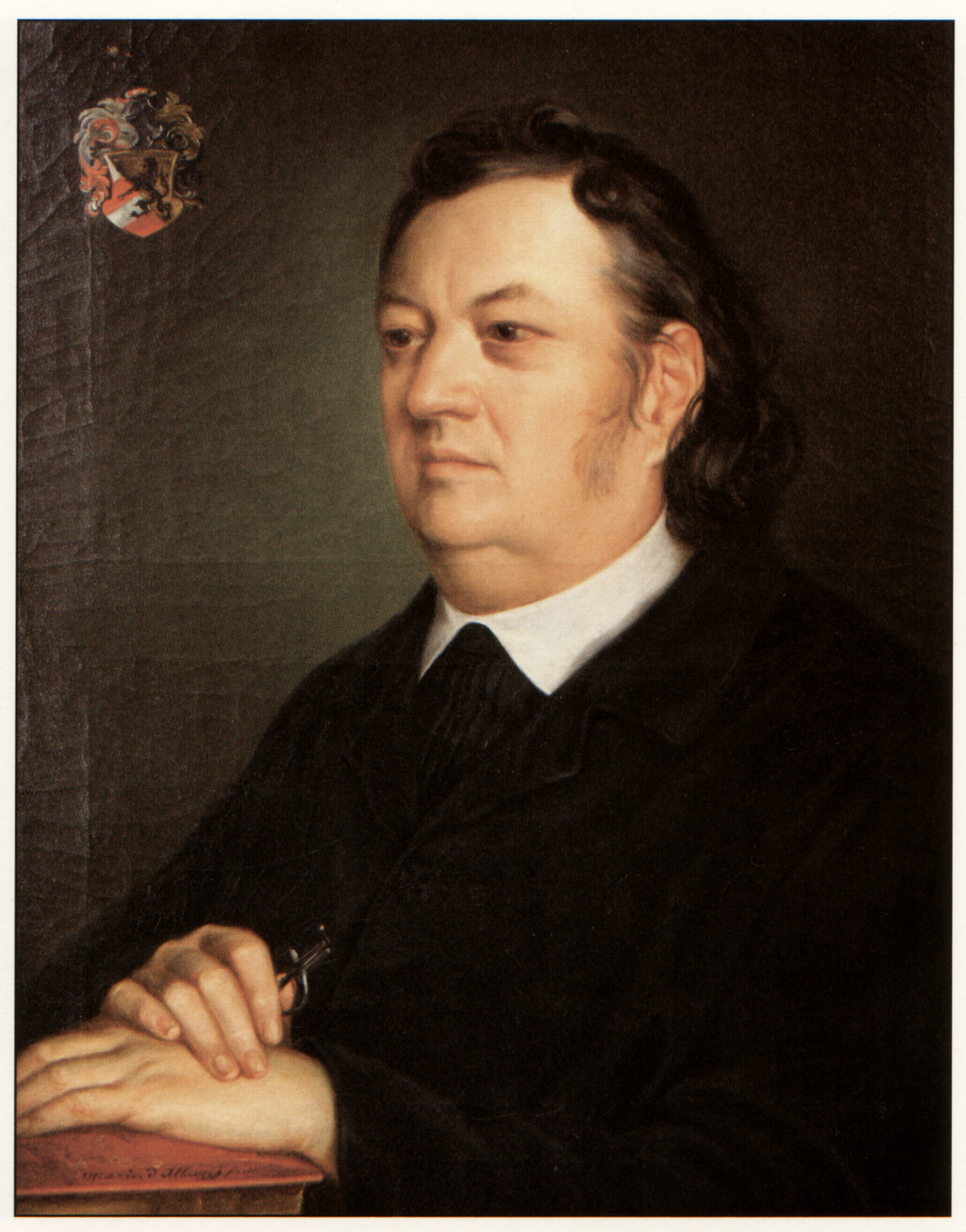
Justinus Kerner, 1852, malba, Ottavio d'Albuzzi

Odrůdě se nejprve po svém šlechtiteli říkalo Herold Weiss, později byla přejmenována na počest lékaře a básníka z Weinsbergu jménem Justinus Andreas Christian (von) Kerner (1786 1862). Tento lékař svým pacientům doporučoval sklenku vína denně jako nejlepší přírodní léčebný prostředek.
Šlechtitelské názvy a synonyma odrůdy jsou: Кернер (Rusko), Herold Triumpf, Herold Weiss (Německo, Rakousko), Schiava Grossa x Riesling Renano WE 25/30, Weinsberg S 25/30.

## Pěstování
Réví dobře vyzrává. Odrůda je poměrně náročná na zelené práce na vinici. Letorosty vytvářejí dlouhé zálistky, které je nutné ve spodní polovině letorostů vylamovat, aby se keře příliš nezahustily. Proti poškození mrazy je odrůda poměrně dobře odolná (do −23 °C), odolná je i proti kalcióze, nemá sklon ke sprchávání. Podnože volíme podle půdního typu a tvaru keře, vhodné jsou SO-4, T 5C, Cr 2. Nevyžaduje zvláštní způsob vedení, snáší dobře dlouhý i krátký řez. Výnos je pravidelný, středně vysoký, 10–14 t/ha při cukernatosti 18–23 °NM a aciditě 9–12 g/1, ve zkouškách pro registraci bylo dosaženo v tříletém průměru 10,5 t/ha, cukernatost 21 °NM.

### Fenologie
Doba rašení oček je středně pozdní, krátce po odrůdě Müller Thurgau, odrůda proto uniká pozdním jarním mrazům, kvete též středně pozdně, dozrává středně pozdně až pozdně. Sklizňová zralost začíná koncem září až v první polovině října, asi 2 týdny před odrůdou Ryzlink rýnský.

### Choroby a škůdci
K houbovým chorobám je středně náchylná, trpí především padlím révovým (Uncinula necator), o něco méně plísní šedou (Botrytis cinerea), poměrně dobře odolává plísni révové (Plasmopara viticola), postačí průměrná chemická ochrana.

### Poloha a půdy
Odrůda vyžaduje vzdušné polohy, běžně se pěstuje i v okrajových lokalitách, na půdu nemá zvláštní požadavky, doporučuje se do půd hlinitých, snáší i vyšší obsah vápníku.

## Víno
Při odpovídajícím způsobu pěstování lze každoročně získávat vína s přívlastkem. Předností odrůdy je dobrá kvalita i v horších ročnících, v kategoriích jakostních vín a kabinetů. Ze suchých poloh bývají vína široká a hořknou, stejně jako při oxidativním školení. Ze všech novošlechtění jsou vína nejpodobnější ryzlinkům, i u Kerneru lze dosahovat vysokou jakost výběrů z hroznů i výběrů z bobulí.
Typická vína mají zelenožlutou až slámově žlutou barvu a plné tělo. Svěží, aromatické látky připomínají koncentrovanější vůni Ryzlinku rýnského. Reduktivní technologií výroby získáme svěží až řízný typ plného, elegantního a pro běžného konzumenta přitažlivého vína; má příjemné, svěží kyseliny, harmonizující s obsahem zbytkových cukrů, aromatický, květinovo-ovocitý charakter a jemně nahořklý závěr. Ve vůni a chuti můžeme hledat muškát, rybíz, tmavý med, máslové tóny, kořenitost. Vhodnost k archivaci je při reduktivním školení vína dobrá, klasicky vyráběná vína se archivovat nedoporučují.

### Stolování
Technologicky správně zvládnutá vína Kerneru jsou ozdobou slavnostních tabulí, podobně jako vína odrůdy Ryzlink rýnský. Víno se výborně hodí k různým předkrmům, včetně
plodů moře, ke grilovanému telecímu masu, k rybám, i uzeným, ke chřestu a k mnoha druhům sýrů, zvláště k roztíratelným. Sladké výběry jsou vhodné k dezertům.

### Multimédia
- Ing. Radek Sotolář : Multimediální atlas podnožových, moštových a stolních odrůd révy, Mendelova zemědělská a lesnická universita Brno, zahradnická fakulta v Lednici
- Martin Šimek : Encyklopédie všemožnejch odrůd révy vinné z celýho světa s přihlédnutím k těm, co již ouplně vymizely, 2008–2012